# Klamath Falls
Klamath Falls (w języku klamath: ?iWLaLLoon?a) – miasto w Stanach Zjednoczonych, w stanie Oregon, w górach Klamath Mountains, siedziba administracyjna hrabstwa Klamath. Według spisu z 2010 roku miasto liczyło 20 840 mieszkańców i zajmowało powierzchnię 46,4 km².
Miasto położone jest na południowym brzegu jeziora Upper Klamath Lake oraz nad jeziorem Ewauna, skąd wypływa rzeka Klamath. Założone zostało w 1867 roku przez George'a Nurse jako Linkville. Nazwę zmieniono na obecną w 1893 roku.